# Arkadi Boïtler
Arkadi Sergueïevitch Boïtler (russe : Аркадий Сергеевич Бойтлер), né à Moscou le 31 août 1895 et mort à Mexico le 24 novembre 1965, est un producteur, scénariste et réalisateur soviétique, connu principalement pour ses films réalisés au cours de l'âge d'or du cinéma mexicain.

## Biographie
Durant les années 1920, Arkadi Boïtler commence à tourner des comédies muettes. Collaborateur de Sergueï Eisenstein, il est surnommé « le coq de Russie » lorsqu'il vient au Mexique pour tourner La mujer del puerto (es) (1933). En 1937, il tourne Así es mi tierra, suivant le modèle du classique Allá en el Rancho Grande de Fernando de Fuentes.
Il meurt de cardiopathie à Mexico en 1965.

## Filmographie
- 1933 : La mujer del puerto d'après Le Port de Guy de Maupassant